# Trichomycterus spelaeus
Trichomycterus spelaeus is een straalvinnige vissensoort uit de familie van de parasitaire meervallen (Trichomycteridae). De wetenschappelijke naam van de soort is voor het eerst geldig gepubliceerd in 2001 door DoNascimiento, Villarreal & Provenzano.